# Janne Klerková
Janne Klerková (nepřechýleně Janne Klerk; * 5. prosince 1953) je dánská fotografka a členka umělecké společnosti Kunstnersamfundet a DJ Fotograferne.

## Životopis
Ooblíbeným motivem autorky v průběhu let byla krajina, příroda, architektura a lidé. Produkovala řadu výstav a knih a navázala několik spisovatelských spoluprací. V roce 2008 byla spolu s dalšími 13 fotografy vybrána k účasti na projektu Danmark under forvandling (Dánsko v transformaci), jehož výsledkem byly mezinárodní výstavy a kniha Herfra hvor vi står (ISBN 978-87-02-08653-9). V roce 2015 vydala knihu Danmarks Kyster - en fotografisk fortælling (Pobřeží Dánska - fotografický příběh, ISBN 978-87-998134-0-7 ), který poskytuje obrázek dánského pobřeží dlouhého 8750 km.
V roce 2022 Klerková realizovala výstavu a vydala knihu Spejlinger ved himlens fod (ISBN 9788798693222) s texty od autorky Gitte Broengové a astrofyzičky Anji C. Andersenové.